# Gustave de Hesse-Hombourg
Gustave de Hesse-Hombourg (17 février 1781, Hombourg – 8 septembre 1848, Hombourg) est landgrave de Hesse-Hombourg de 1846 à sa mort.

## Biographie

### Carrière militaire
Gustave est le septième fils du landgrave Frédéric V de Hesse-Hombourg et de son épouse Caroline de Hesse-Darmstadt.
À dix-sept ans, Gustave de Hesse-Homburg entame une carrière militaire dans l'armée suédoise. Après l'assassinat du roi Gustave III de Suède, il rentre en Hesse-Hombourg.[Passage contradictoire] Son frère aîné Frédéric VI servait dans l'armée autrichienne, et Gustave l'y rejoint. Il combat dans le Bade, le Wurtemberg et la Basse-Autriche. En 1801, il est promu au grade de commandant et entre dans les chevau-légers en 1805. Il se distingue lors de la retraite de l'archiduc Charles de Habsbourg-Teschen et, le 1er décembre 1805, il est promu lieutenant-colonel. De 1805 à 1809 il est en garnison en Hongrie, puis entre aux Kürassieren-Hohenzollern et dont il est nommé commandant. Il participe aux batailles d'Aspern et de Wagram. Pour sa bravoure, il est décoré de l'ordre militaire de Marie-Thérèse. Après la débâcle napoléonienne en Russie, il participe à la bataille de Leipzig, puis à la campagne de France lors des Cent-Jours. Après 1815, il devient brigadier en Transylvanie et quitte l'armée en 1827 avec le grade de maréchal de camp.

### Règne
En 1840, son frère, le landgrave Philippe, est nommé gouverneur de la forteresse de Mayence, et Gustave assure officiellement les responsabilités de souverain de la Hesse-Hombourg à sa place. Philippe meurt sans descendance en 1846 et Gustave lui succède.
Les révolutions de 1848 eut des répercussions sur le petit État de la Hesse-Hombourg : les citoyens réclament une constitution pour leur pays. Gustave promet d'accéder à leur requête, mais il meurt en septembre de la même année. Son fils unique Frédéric, héritier du landgraviat, l'avait précédé dans la mort le 4 janvier, victime d'une grippe (influenza) à Bonn.
Gustave de Hesse-Homburg est inhumé dans la crypte du château de Hombourg. Son frère Ferdinand lui succède.

## Descendance
Le 12 février 1818, Gustave épouse sa nièce Louise d'Anhalt-Dessau (1er mars 1798 – 11 juin 1858), fille du prince héritier Frédéric d'Anhalt-Dessau et d'Amélie de Hesse-Hombourg, sœur aînée de Gustave. Ils ont trois enfants :
- Caroline-Amélie de Hesse-Hombourg (19 mars 1819 – 18 janvier 1872), épouse en 1839 le prince Henri XX de Reuss-Greiz ;
- Élisabeth (30 septembre 1825 – 28 janvier 1864) ;
- Frédéric (6 mars 1830 – 4 janvier 1848).